# Schweizerisches Frauensekretariat
Das Schweizerische Frauensekretariat war die zentrale Geschäftsstelle von über 40 schweizerischen Frauenorganisationen. Ziel  war es, die Bemühungen der diversen Verbände zu konzentrieren und ihnen somit mehr politisches Gewicht zu verleihen. Dank der Arbeit des am 1. April 1944 eröffneten Frauensekretariats wurde die Verbandsarbeit professionalisiert und die Fraueninteressen gegenüber den eidgenössischen Behörden effizienter vertreten. 
1949 wurde das Frauensekretariat als Geschäftsstelle in den Bund Schweizerischer Frauenvereine (BSF) integriert. 
Siehe auch: Schweizer Frauenbewegung